# 光音天
光音天（こうおんてん　梵：Ābhassarā）は、三界のうち、色界18天の下位から数えて第6番目の天。色界第二禅の第3番目の天。極光浄天ともいう。
この天は、音声（おんじょう）がなく、何かを語るときには口から浄らかな光を発して言語の作用とするので、光音天と名づく。大きな火災により色界の初禅天まで破壊（はえ）される時は、下界の衆生はことごとくこの天に集まり、世界が再び構成されるまで待ち、後に劫を成すその初に至って、この天から金色の雲を起こし大洪水をそそぎ、それにより初禅天以下地獄に至るまでの世界を造り、完了するのを待って、この天衆の福が薄いものから漸次に下生（げしょう、下部の世界に生まれ変わる）して地獄までことごとく衆生を見に至るという。
『雑阿毘曇心論』『彰所知論』は、この天での天部の身長が8由旬、寿命が8劫とする。また『仏説立世阿毘曇論』は、寿命を160小劫とする。
上部の少浄天と下部の無量光天の間に位置する天。